# 中药分类方法
中药分类方法，是尚未有定型的中药分类。现时有主张参照西药分类方法，按药效功能划分，但也尚在研究中。中国中药进出口分类规范化研究也尚在进行中。

## 现代分类方法
现代记载中草药的教科书所采用的分类方法，根据其目的与重点而有不同，主要有下列四种：
1. 按药物功能分类——如解毒药、清热药、理气药、活血化瘀药等。
2. 按药用部分分类——如根类、叶类、花类、皮类等。
3. 按有效成分分类——如含生物碱的中草药、含挥发油的中草药、含甙类的中草药等。
4. 按自然属性和亲缘关系分类——先把中草药分为植物药、动物药和矿物药。动植物药材再根据其原植物原动物的亲缘关系来分类和排列次序。如麻黄科、木兰科、毛茛科等等。

## 中藥材圖像數據庫 - 藥材分類
香港浸會大學中醫藥學院創建的 <<中藥材圖像數據庫 >> 總共收錄420種藥材, 分為以下12 個類別: 

#### 類別
1. 根及根莖類 （页面存档备份，存于） - 131 種
2. 藤木類 （页面存档备份，存于） - 20 種
3. 皮類 （页面存档备份，存于） - 15 種
4. 葉類 （页面存档备份，存于） - 17 種
5. 花類 （页面存档备份，存于） - 24 種
6. 果實及種子類 （页面存档备份，存于）  106種
7. 全草類 （页面存档备份，存于） - 41 種
8. 菌藻類 （页面存档备份，存于） - 7 種
9. 樹脂類 （页面存档备份，存于） - 5 種
10. 動物類 （页面存档备份，存于） - 32 種
11. 礦物類   （页面存档备份，存于） - 14 種
12. 其他類  （页面存档备份，存于）- 8 種

若依傳統「性味」 (又称四气五味) 分類，可分為 (按一種藥材可被賦與多於一種氣味):

#### 四氣
四氣指藥物的寒、熱、溫、涼四種不同藥性，又稱四性。另外還有平性，即藥性平和。
1. 寒 （页面存档备份，存于）  - 95 種
2. 微寒 （页面存档备份，存于） - 57 種
3. 大寒 （页面存档备份，存于） – 2 種
4. 熱 （页面存档备份，存于） – 10 種
5. 大熱 （页面存档备份，存于） – 2 種
6. 溫 （页面存档备份，存于） – 118 種
7. 微溫 （页面存档备份，存于） – 22 種
8. 涼 （页面存档备份，存于） – 21 種
9. 平 （页面存档备份，存于） – 94 種
10. 氣微 （页面存档备份，存于） – 1種

### 五味
五味指藥物的辛、甘、酸、苦、咸五種味道，還有淡味及澀味。
1. 辛 （页面存档备份，存于）   – 158 種
2. 微辛 （页面存档备份，存于）   – 5 種
3. 甘 （页面存档备份，存于）   – 174 種
4. 微甘 （页面存档备份，存于）   – 3 種
5. 酸 （页面存档备份，存于）   – 28 種
6. 微酸 （页面存档备份，存于）   – 2 種
7. 苦 （页面存档备份，存于）   – 194 種
8. 微苦 （页面存档备份，存于）   – 22 種
9. 鹹 （页面存档备份，存于）   – 41 種
10. 淡 （页面存档备份，存于）   – 15 種
11. 澀 （页面存档备份，存于）   – 25 種

## 有毒性及无毒性中药分類
依药物对人体有无毒性而言，中药药性可分為有毒、无毒。 香港浸會大學中醫藥學院創建的 <<中藥材圖像數據庫 >> 總共收錄420種藥材, 有毒药材分為以下3個類別: 
1. 性味:  有毒 （页面存档备份，存于）  - 28 種
2. 性味:  有小毒 （页面存档备份，存于） - 17種
3. 性味:  有大毒 （页面存档备份，存于） - 6 種

中國香港特別行區政府的《中醫藥條例》（香港法例第549章）附表1列明的31種毒性中藥，毒性中藥的藥性十分強烈，並含有毒成分。若藥量稍不當或誤服，即可引致中毒，甚至死亡，須經註冊中醫處方才可購買；並要遵從中醫指示的煎煮和使用方法。
(見<毒性中藥常識> （页面存档备份，存于） 中國香港特別行區政府 衛生署 中醫藥規管辦公室 出版)。

## 中醫學資料庫
- 藥用植物圖像數據庫 Medicinal Plant Images Database （页面存档备份，存于） 香港浸會大學中醫藥學院 (中文, 英文)
- 中藥標本數據庫 Chinese Medicine Specimen Database （页面存档备份，存于） 香港浸會大學中醫藥學院 (中文, 英文)
- 中草藥化學圖像數據庫 Phytochemical Image Database （页面存档备份，存于） 香港浸會大學中醫藥學院 (中文, 英文)
- 中藥材圖像數據庫 Chinese Medicinal Material Images Database （页面存档备份，存于） 香港浸會大學中醫藥學院（中文）（英文）
- 中藥方劑圖像數據庫 Chinese Medicine Formulae Images Database （页面存档备份，存于） 香港浸會大學中醫藥學院 (中文, 英文)
- 中醫藥趣味練習 Chinese Medicine Game-based Exercise （页面存档备份，存于） 香港浸會大學中醫藥學院（中文）（英文）
- 《香港中藥材標準》網上檢索系統 - '科分類' Hong Kong Chinese Materia Medica Standards (HKCMMS) - 'Family Name' （页面存档备份，存于） 中國香港特別行區政府.衛生署.中醫藥規管辦公室（中文）（英文）

## 外部参考
- 中藥的分類 （页面存档备份，存于） A+醫學百科
- 性味 （页面存档备份，存于） A+醫學百科